# ماريو ألبرتو تريجو ليون
ماريو ألبرتو تريجو ليون (بالإسبانية: Mario Alberto Trejo León)‏ هو لاعب كرة قدم مكسيكي، ولد في 2 أغسطس 1971 في مدينة مكسيكو في المكسيك.